# Taiarapu-Ouest
Taiarapu-Ouest è un comune della Polinesia francese nell'isola di Tahiti nelle Isole del Vento.
Il comune comprende tre comuni associati:
- Teahupo'o (1 322 ab.)
- Toahotu (3 122 ab.)
- Vairao (2 558 ab.)